# Cratere Bettinus

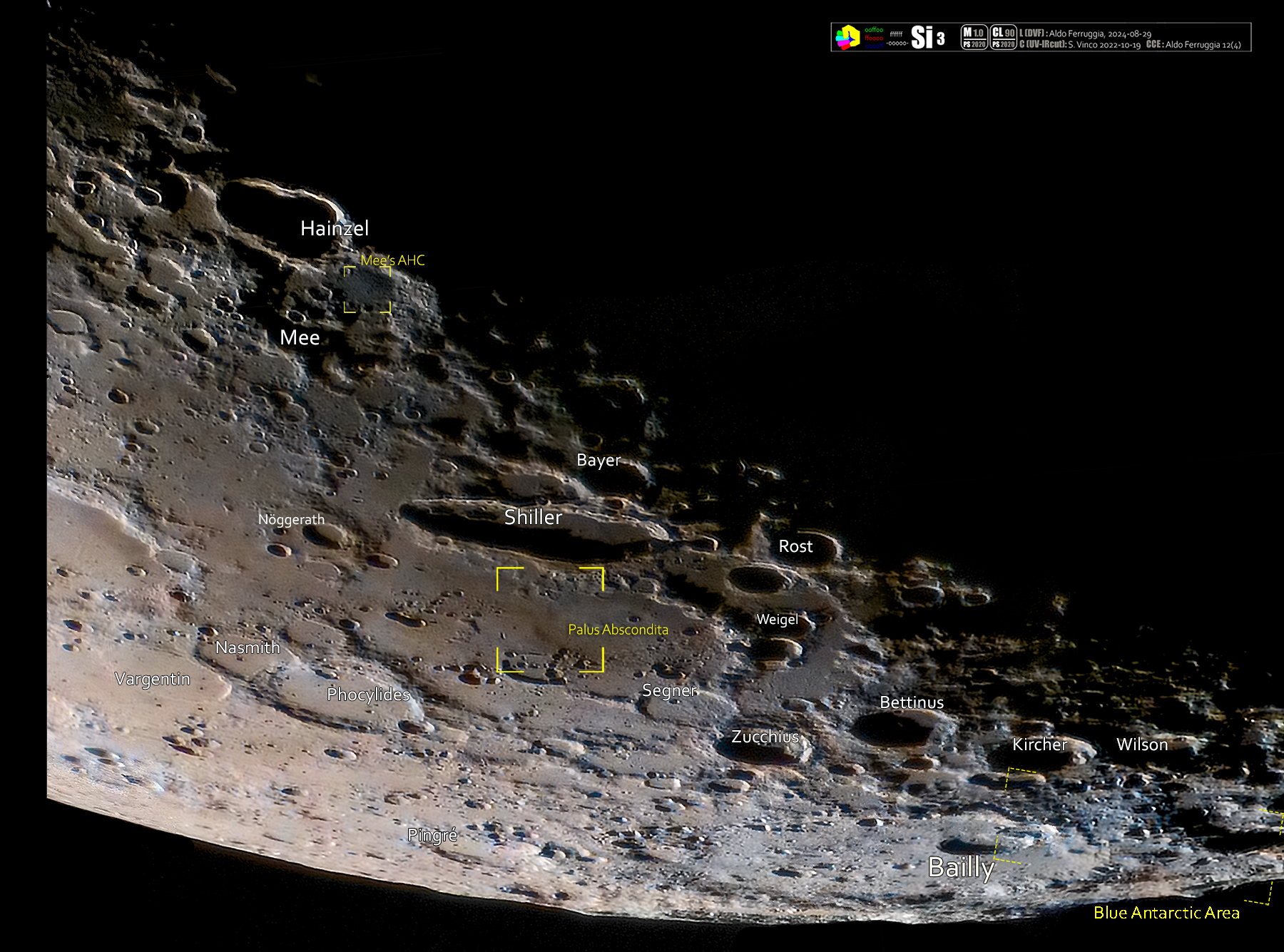
Area del cratere in immagine selenocromatica (Si) comn alcuni reperi. Vedi anche:

Bettinus è un cratere lunare di 71,78 km situato nella parte sud-occidentale della faccia visibile della Luna.
Il cratere è dedicato al matematico italiano Mario Bettini.

## Crateri correlati
Alcuni crateri minori situati in prossimità di Bettinus sono convenzionalmente identificati, sulle mappe lunari, attraverso una lettera associata al nome.
| Bettinus | Coordinate            | Diametro (in km) |
| -------- | --------------------- | ---------------- |
| A        | 64°52′48″S 49°01′48″W | 25,67            |
| B        | 63°32′24″S 51°18′36″W | 25,17            |
| C        | 63°19′48″S 38°05′24″W | 22,55            |
| D        | 65°00′00″S 46°36′36″W | 10,46            |
| E        | 63°12′36″S 42°22′48″W | 7,9              |
| F        | 62°58′12″S 44°01′12″W | 6,76             |
| G        | 61°36′00″S 44°44′24″W | 6,52             |
| H        | 64°37′12″S 43°49′12″W | 7,77             |